# VFTS 682
VFTS 682 là một ngôi sao dạng Wolf-Rayet với khối lượng 150 lần khối lượng Mặt Trời trong Đám mây Magellan Lớn.